# Ángel Ortiz (calciatore 2004)
Ángel Ortiz Monterrey (Almendralejo, 25 luglio 2004) è un calciatore spagnolo, difensore del Betis.

## Caratteristiche tecniche
Nato come esterno offensivo, ha in seguito arretrato il proprio raggio d'azione stabilendosi come terzino destro.

## Carriera

### Club
È cresciuto nel settore giovanile del Betis ed ha debuttato con la squadra riserve l'11 novembre 2021 nell'incontro di Primera División RFEF perso 2-0 contro il Gimnàstic. Il 7 luglio 2023 ha firmato il suo primo contratto professionistico ed il 25 gennaio 2025 ha debuttato in prima squadra nell'incontro di Primera División vinto 1-0 contro il Maiorca.

### Nazionale
Ha giocato con le nazionali giovanili spagnole Under-18 ed Under-19.

## Statistiche

### Presenze e reti nei club
Statistiche aggiornate al 14 gennaio 2025
| Stagione        | Squadra         | Campionato      | Campionato | Campionato | Coppe nazionali | Coppe nazionali | Coppe nazionali | Coppe continentali | Coppe continentali | Coppe continentali | Altre coppe | Altre coppe | Altre coppe | Totale | Totale | Totale |
| Stagione        | Squadra         | Comp            | Pres       | Reti       | Comp            | Pres            | Reti            | Comp               | Pres               | Reti               | Comp        | Pres        | Reti        | Pres   | Reti   |        |
| --------------- | --------------- | --------------- | ---------- | ---------- | --------------- | --------------- | --------------- | ------------------ | ------------------ | ------------------ | ----------- | ----------- | ----------- | ------ | ------ | ------ |
| 2021-2022       | Betis B         | PDR             | 3          | 0          | -               | -               | -               | -                  | -                  | -                  | -           | -           | -           | 3      | 0      |        |
| 2022-2023       | Betis B         | SF              | 20         | 1          | -               | -               | -               | -                  | -                  | -                  | -           | -           | -           | 20     | 1      |        |
| 2023-2024       | Betis B         | SF              | 36         | 1          | -               | -               | -               | -                  | -                  | -                  | -           | -           | -           | 36     | 1      |        |
| 2024-2025       | Betis B         | SF              | 14         | 0          | -               | -               | -               | -                  | -                  | -                  | -           | -           | -           | 14     | 0      |        |
| Totale Betis B  | Totale Betis B  | Totale Betis B  | 73         | 2          |                 | -               | -               |                    | -                  | -                  |             | -           | -           | 73     | 2      |        |
| 2024-2025       | Betis           | PD              | 5          | 0          | CR              | 0               | 0               | UECL               | 1                  | 0                  | -           | -           | -           | 6      | 0      |        |
| Totale carriera | Totale carriera | Totale carriera | 78         | 2          |                 | 0               | 0               |                    | 1                  | 0                  |             | -           | -           | 79     | 2      |        |